# James Bond, The Spy Who Loved Me
James Bond, The Spy Who Loved Me (lançado originalmente no Brasil como 007 O Espião Que Me Amava) é a romantização oficial do décimo filme da série James Bond da EON Productions.
Quando Ian Fleming vendeu os direitos dos livros de James Bond para Harry Saltzman e Albert R. Broccoli, ele só deu permissão para o título The Spy Who Loved Me ser utilizado. Do roteiro ao filme não há nenhuma semelhança com romance original de Fleming.
A Glidrose Publications, pela primeira vez, autorizou uma romantização a ser escrita com base no roteiro do filme.
Escrito pelo roterista do filme, Christopher Wood, este também seria o primeiro livro de James Bond publicado desde Colonel Sun, quase uma década depois. Desconsiderando, James Bond: The Authorised Biography of 007, uma biografia de 007, escrita por John Pearson.